# Stöt (mekanik)

Elastisk stöt mellan två kroppar med samma massa.

Elastisk stöt mellan olika massor.

Fullständigt inelastisk (oelastisk) stöt mellan två kroppar med samma massa.

Bevarad rörelsemängd

Stöt är en händelse i klassisk mekanik då två kroppars ytor möts. Under stöten påverkas båda kroppar av lika stora, motriktade, krafter. Vid en stöt bevaras alltid rörelsemängden före och efter stöten om kraften på systemet är noll. Dessutom bevaras även rörelseenergin i de fall då stöten är fullständigt elastisk (ingen rörelseenergi omvandlas till värmeenergi eller liknande). Motsatsen till en fullständigt elastisk stöt är en fullständigt inelastisk stöt (vilket innebär att de båda kropparna fastnar i varandra och hänger ihop efter stöten). 
Bevarandet av rörelsemängd innebär för två kolliderande kroppar att
{\displaystyle m_{1}u_{1}+m_{2}u_{2}=m_{1}v_{1}+m_{2}v_{2},\,}
där m1 och m2 är massorna för föremålen,v1 respektive v2 är deras hastigheter före stöten och u1 och u2 är deras hastigheter efter stöten. Detta innebär att systemets tyngdpunkt har samma hastighet före och efter stöten. 

## Elastisk stöt
I en fullständigt elastisk stöt är både rörelsemängd och kinetisk energi bevarade, det vill säga att förutom ekvationen ovan gäller {\textstyle E_{\text{före}}=E_{\text{efter}}}:
{\displaystyle {\frac {m_{1}\cdot {v_{1}}^{2}}{2}}+{\frac {m_{2}\cdot {v_{2}}^{2}}{2}}={\frac {m_{1}\cdot {u_{1}}^{2}}{2}}+{\frac {m_{2}\cdot {u_{2}}^{2}}{2}}},
där
{\displaystyle m} = massan
{\displaystyle u} = hastighet efter stöt
{\displaystyle v} = hastighet före stöt

## Inelastisk stöt
När två föremål stöter samman blir de mer eller mindre deformerade, en liten temperaturhöjning sker och vi hör en smäll. Detta innebär att en del av den kinetiska energin har omvandlats till andra energiformer. Alltså är {\displaystyle E_{\text{före}}>E_{\text{efter}}}.
Det finns två typer av inelastisk stöt:
Inelastisk stöt där den kinetiska energin i systemet är mindre efter än före stöten (alla stötar vi upplever dagligen är mer eller mindre inelastiska stötar).
Fullständigt inelastisk stöt där föremålen hänger samman efter stöten (bilkollisioner är ofta fullständigt inelastiska på grund av att bilarna trasslar in sig i varandra och därefter rör sig tillsammans som ett enda föremål). För en fullständigt inelastisk stöt gäller att
{\displaystyle m_{1}\cdot u_{1}+m_{2}\cdot u_{2}=(m_{1}+m_{2})\cdot v},
där
{\displaystyle m} = massan,
{\displaystyle u} = hastighet före kollision,
{\displaystyle v} = hastighet efter kollision.